# Les Jackson Five (série télévisée d'animation)
Pour l’article homonyme, voir The Jackson Five.
Les Jackson Five (The Jackson 5ive) puis Les Nouveaux Jackson Five (The New Jackson 5ive Show) est une série télévisée d'animation américaine en 23 épisodes de 22 minutes, créée par Jules Bass et Arthur Rankin Jr. pour Rankin/Bass, et diffusée entre le 11 septembre 1971 et le 14 octobre 1972 sur le réseau ABC.
En France, la série a été diffusée à partir du 1er avril 1974 sur la troisième chaîne couleur de l'ORTF dans La Courte Échelle et rediffusée au début des années 1980 et en juin 1984 sur TF1 à la suite du succès de l'album Thriller de Michael Jackson.

## Synopsis
Cette série animée raconte les aventures d'un groupe de chanteurs, tous frères, très en vogue dans les années 1970 : Les Jackson Five.
Nos cinq héros, Jackie, Tito, Marlon, Jermaine et Michael, vont d'aventures en aventures, aidant les gens dans la détresse ou racontant leur trépidante vie de stars et les fameuses rencontres qu'ils ont été amenés à faire.

## Voix
- Arlette Thomas : Michael Jackson
- Francette Vernillat : Marlon Jackson
- Claude Mercutio : Tito Jackson
- Jean-Pierre Dorat : Jackie Jackson

## Épisodes
1. It All Started With
2. Pinestock U.S.A.
3. Drafted
4. Mistaken Identity
5. Bongo, Baby, Bongo
6. The Winners' Circle
7. CinderJackson
8. The Wizard of Soul
9. The Tiny Five
10. The Groovatron
11. Ray & Charles: Superstars
12. Farmer Jacksons
13. Jackson Island
14. The Michael Look
15. Jackson Street, U.S.A.
16. Rasho-Jackson
17. A Rare Pearl
18. Who's Hoozis?
19. Michael White
20. Groove to the Chief
21. Michael in Wonderland
22. Jackson and the Beanstalk
23. The Opening Act